# جیمز هوگان
جیمز هوگان (به انگلیسی: James Hogan) (زاده ۱۹۵۶) کارآفرین، بازرگان و مدیر ارشد اجرایی استرالیایی است، که اکنون به‌عنوان مدیر عامل اجرایی شرکت هواپیمایی اتحاد فعالیت می‌نماید.
هوگان پیشینه مدیریت در سطح ارشد را در شرکت‌هایی چون گلف ایر و هرتز را در کارنامه شغلی خود دارد. در فاصله سال‌های ۲۰۰۲ تا ۲۰۰۶ مدیرعامل شرکت گلف ایر بود و در ماه سپتامبر ۲۰۰۶ نیز به مدیرعاملی هواپیمایی اتحاد منصوب گردید.